# 何运才
何运才（1963年—），湖南益阳人，汉族，第十一届全国人民代表大会湖南地区的人大代表。
毕业于益阳市委党校经济管理专业。担任湖南森华林工科贸有限公司董事长。2008年起担任全国人大代表。